# ایژیا بریوری
ایژیا بریوری (انگلیسی: Asia Brewery) شرکت نوشیدنی فیلیپینی است، که در سال ۱۹۸۲ توسط لوچیو تان تأسیس شد.